# Wilhelmina Josephson
Rebecca Wilhelmina "Mina" Josephson, även Wilhelmina Schück, född 2 juli 1816 i Stockholm, död 17 november 1906 i Hedvig Eleonora församling, var en svensk pianist och musiklärare. Hon betraktas som en av sin tids mest framträdande svenska konsertpianister.  
Wilhelmina Josephson var dotter till grosshandlaren Salomon Josephson och Beata Levin samt syster till komponisten Jacob Axel Josephson, musikhandlaren Edvard Josephson, manufakturisten Wilhelm Josephson och teaterledaren Ludvig Josephson. 
Josephson undervisades i pianospel av Semmy Grisigo eller Giesecke. Hon växte upp i ett musikaliskt hem där det hölls regelbundna konserter och fick tidigt spela för gäster. Bland dem fanns Maria Ruckman och Jenny Lind. Hon debuterade offentligt som konsertpianist i Kirsteinska huset vid 12 års ålder. Från 14 års ålder var hon verksam som pianolärare och tog emot elever äldre än hon själv. Efter faderns död 1834 fick den stora familjen ekonomiska svårigheter, och hon bidrog till försörjningen genom att spela på konserter och ta emot elever, exempelvis Mathilda Ebeling, Ludvig Norman och Sophie Adlersparre. Det var Josephson som introducerade Jenny Lind för societeten genom att presentera henne för Adlersparre. Vid Jenny Linds framträdande på Carolina i Uppsala 1842 framträdde även Josephson med Beethovens Appassionata. Vid denna tid tillhörde hon de mest anlitade pianisterna i Stockholm, och ska ha varit den som introducerade Schumann och Chopin för Stockholmspubliken. När Charles Mayer besökte Stockholm 1845, gav han henne bara två lektioner med argumentet att han inte hade mer att lära henne efter det.  
Wilhelmina Josephson avslutade sin karriär efter sitt giftermål med skolledaren Martin Schück 1844. Hon framträdde därefter alltmer sällan och ägnade sig enbart åt familjelivet. Efter sin makes död 1872 drev hon en tid hans skola, Schückska skolan (också kallad Nya Elementarskolan för flickor), innan hon överlät den till Hanna Östberg. Skolan, som grundats 1864, innefattade från 1871 också "Förberedande Lärokurs till lärarinneseminarum och Telegrafverket". Skolans syfte var att göra det möjligt för flickor att studera vidare och den sköttes enligt mönster för Lärokurs för fruntimmer. Josephson försökte upprätthålla makens skolprojekt och investerade också en stor del av sin förmögenhet i den även sedan hon själv dragit sig tillbaka som föreståndare, men skolan blev av ekonomiska skäl tvungen att avvecklas 1878.